# Madame de Staël
Anne-Louise Germaine Necker, baronessa de Staël-Holstein, coneguda com a Madame de Staël (París, 22 d'abril de 1766 - 14 de juliol de 1817), fou una novel·lista i assagista suïssa.
Filla d'un banquer ginebrí, Jacques Necker, ministre de Lluís XVI de França, i de Suzanne Curchod, natural del Vaud, va créixer en un ambient d'intel·lectuals, que freqüentaven principalment el saló de sa mare (Buffon, Marmontel, Grimm, Edward Gibbon, l'abat Raynal i Jean-François de La Harpe). Va casar-se l'any 1786 amb el baró Eric Magnus de Staël-Holstein (1749-1802), ambaixador de Suècia, disset anys major que ella. Mme. de Staël va portar una vida sentimental agitada i va mantenir en particular una relació tempestuosa amb Benjamin Constant, escriptor i polític francosuís, a qui va conèixer l'any 1794.
Va atènyer la seua reputació literària mitjançant tres obres:
- Lettres sur les ouvrages et le caractère de Jean-Jacques Rousseau ('Cartes sobre les obres i el caràcter de Jean-Jacques Rousseau', 1788),
- De l'influence des passions sur le bonheur des individus et des nations, 1796, traduït al català per Mònica Miró Vinaixa. L'Art de la Memòria Edicions, 2014: De la influència de les passions en la felicitat dels individus i de les nacions.
- De la littérature considérée dans ses rapports avec les institutions sociales ('De la literatura considerada des del punt de vista de les seues relacions amb les institucions socials', 1800).

Expulsada de França per Napoleó Bonaparte, que la considerava una temible intrigant, es va instal·lar al castell familiar de Coppet, des d'on va donar a conèixer Delphine (1802), Corinne ou l'Italie (1807) i De l'Allemagne (1810).
Viuda el 1802, es va tornar a casar l'any 1811 amb un jove oficial suís, Albert de Rocca, i va reobrir el seu saló parisenc amb la Restauració. Va morir l'any 1817, poc després d'un atac de paràlisi durant un ball a casa del duc Decazes, deixant inacabada Considérations sur les principaux événements de la Révolution française.

## Infantesa
El protestantisme que li va ser ensenyat, pot dir-se que era una forma espontàniament roussista, en tant que reflectia la mentalitat del temps, ensenyament concebut de manera natural com a religió del cor aliada a la virtut, relació de l'individu amb Déu en tant que institució social on les Llums i la religió no són pas contradictòries. Des d'aquest punt de vista, la que encara era mademoiselle Necker pertanyia vertaderament a la Suïssa francòfona. No obstant això, el gust per la vida social i l'interès de la seua família per la política la lliguen més a França. Molt jove, amb només catorze anys, ja tenia el seu cercle i sabia conversar amb els hostes del saló de sa mare. Va aprendre anglès i llatí, l'art de la dansa i de la música, la recitació i la dicció; assistí sovint al teatre. Tot això va fer d'ella una noia diferent (per la seua erudició i la seua cultura) de les joves del seu medi, criades de manera més tradicional, els seus contemporanis s'estranyaven de la vivacitat de la seua intel·ligència.
El prestigi del pare li va obrir les portes de tot allò que a Europa hi havia d'aristòcrata i d'il·lustrat. Sos pares no volien un gendre catòlic, però hi havia pocs protestants entre la noblesa francesa. I els amics suïssos que freqüentaven, els semblaven massa provincians. S'hi van tenir en compte noms prestigiosos: Axel de Fersen, ambaixador de Suècia, Monsieur de Mecklembourg, Louis de Narbonne, que després esdevindria un dels seus amants i, fins i tot, William Pitt (a qui ella va rebutjar) es troben entre els més coneguts. Finalment, va ser el baró de Staël-Holstein, ambaixador de Suècia i disset anys major qui la va aconseguir. Havent estat triat com a candidat quan ella només tenia tretze anys, va haver d'esperar pel seu matrimoni que va ser celebrat a la capella luterana de l'ambaixada de Suècia. Va tenir quatre fills: Gustavine (1787 - 1789), Auguste (1790 - 1827), Albert (1792 - 1813) i Albertine, futura duquessa de Broglie (1797 - 1838).

## Joventut
Aquest matrimoni arranjat no va ser un matrimoni per amor, ni tampoc un matrimoni feliç, i la jove dama va intentar trobar la felicitat que no tenia fora de la llar conjugal. La seua vida serà, a partir d'ací una recerca contínua d'una felicitat que, per altra banda, sempre se li esmunyirà.
Igual que sa mare, va obrir un saló on rebia els representants d'una nova generació amb noves i abundants idees; la generació contemporània, i sovint implicada directament, de la Guerra d'Independència dels Estats Units: La Fayette, Noailles, Clermont-Tonnerre, Condorcet, i els tres homes que ella es va estimar més en aquesta època: Louis de Narbonne, la seua primera gran passió, Mathieu de Montmorency, l'amic de tota la seua vida, Talleyrand, el traïdor a l'amistat.

## La revolució
Veient en Anglaterra la millor expressió de la democràcia, lectora apassionada de Rousseau, marcada per les idees de la Il·lustració, va acollir favorablement la revolució, i el 5 de maig de 1789 va assistir a l'obertura dels Estats Generals de 1789. Però, a partir de 1792, la seua situació va esdevenir difícil. Partidària de la idea de la monarquia constitucional, es va enfrontar tant als republicans com als aristòcrates i va haver d'exiliar-se a Anglaterra l'any 1793, on va passar uns quants mesos en companyia dels amics que freqüentaven el seu saló. A partir d'ací, la seua vida estarà marcada per l'exili. De retorn a França després de la caiguda de Robespierre, va publicar al setembre Réflexions sur le procès de la Reine, prenent la defensa d'una dona humiliada i acusada de tots els delictes, incloent-hi aquells que mai no havia comès. Aquesta obra va ser redactada pensant en el públic femení i és un reflex de les seues idees sobre les misèries d'una condició femenina; idees que a partir d'ací van formar part intrínseca del seu pensament. A partir d'aquest moment va fer publicar ella mateixa les seues obres, rebutjant d'una banda tot allò meravellós i al·legòric de les contalles d'antany i la novel·la històrica, i d'altra posant en escena, d'una manera absolutament moderna per a l'època, personatges i condicions socials de la seua època.

## Napoleó
El 3 de gener de 1798 va conèixer a qui no era llavors més que el general Bonaparte, veient en ell un liberal que faria triomfar el vertader ideal de la revolució, en el curs d'una entrevista que li va preparar Talleyrand, que li devia en part el seu recent nomenament com a ministre. Després s'hi van trobar diverses vegades. Estava impressionada i l'assaltava amb preguntes: «—General, quina és per a vós la primera de les dones? —La que parix més infants, Madame» va respondre-li ell, desconcertat davant d'aquesta dona d'idees diametralment oposades a les seues i desconfiant de la seua temeritat.
Mme. de Staël va haver de soterrar les seues il·lusions tot sense adonar-se de l'immens poder que ell anava a gaudir, i que ja gaudia després del colp d'estat del 18 Brumari i la promulgació de l'any VII. El dictador va començar a actuar, i les veus van callar. A partir d'ací, calia viure en una semiclandestinitat, i en aquestes circumstàncies ella va continuar la seua obra filosòfica i política. Abans de refugiar-se en el silenci, va publicar les novel·les que li van proporcionar una gran celebritat, però havia començat un exili que no faria més que accentuar-se amb el pas del temps.

## Exili
Allunyada de París, on no havia d'acostar-se a més de «quaranta llegües», l'any 1803, el seu exemple és ben representatiu del combat desigual i perdut de bestreta que poden lliurar el poder absolut d'un tirà i un artista o un escriptor de qualsevol època. Amb la publicació de Delphine, novel·la en què es mesclen les qüestions polítiques i socials del seu temps, l'anglofília de l'època, la superioritat del protestantisme sobre el catolicisme, el divorci, i que defensa obertament que la revolució ha fet retrocedir des de tots els punts de vista la condició femenina, denunciant les dissorts de les dones, a què són condemnades per la seua posició al si de la familia patriarcal. Tot això no és plat de gust per a un poder com el de l'usurpador de la revolució, per al tron imperial que Napoleó s'havia fet construir, per a aquell a qui es deu un codi civil francès deliberadament repressiu amb les dones, a les quals s'hi posa sota tutela, perdent els drets adquirits amb la revolució, i que tardaran més d'un segle a recuperar.
Malgrat tot, va obtenir un gran èxit a tot Europa, però també crítiques virulentes fins a la grolleria, atiades per l'hostilitat de l'emperador vers ella. Havent quedat viuda l'any 1802, va mantenir a partir d'aleshores una llarga relació amb Benjamin Constant, a qui havia conegut l'any 1794 i amb qui va retrobar-se en l'exili. Del Vaud, com ella, l'home de la seua vida, resultava ser finalment un compatriota i protestant com ella, però que també com ella s'estimava més viure a París. Aquesta relació, llarga i tempestuosa, és una de les més sorprenents que ens ha deixat la crònica del món literari: perdurà sense que cap d'ells poguera viure amb l'altre o sense, lligam que els va ser sense dubte d'un gran enriquiment intel·lectual. «Mai no havia vist res de semblant en el món» va escriure ell, «em vaig enamorar apassionadament». Però la influència tirànica que ella exercia sobre ell no va tardar a resultar-li feixuga, a causa de la voluntat de controlar-ho tot que ella tenia. Quan Constant es va alliberar d'ella arran del seu casament amb Albert de Rocca, jove oficial suís, l'any 1811, se'n va encomanar novament d'una passió dissortada per Madame Récamier. Llavors, la seua antiga amant va escriure d'ell: «Un home que no estima més que l'impossible».
Des de finals de 1803 a la primavera de 1804, va fer un viatge a Alemanya, amb Benjamin Constant, on va ser rebuda en les corts principesques gairebé com una cap d'estat. Va aprendre l'alemany i va conèixer Friedrich von Schiller, Goethe, i tots els artistes destacats d'Alemanya. Hi va descobrir una literatura desconeguda a França i la va donar a conèixer al públic francès per la seua obra De l'Allemagne. La idea d'una Alemanya sentimental i candorosa, tot deixant lloc a les influències italianes, és la que va transmetre, i la seua influència va ser tan decisiva que va constituir-se en la concepció francesa sobre Alemanya fins a l'any 1914. Després va emprendre un viatge a Itàlia, a finals de 1804. Calia, va dir aquesta cosmopolita, tenir «esperit europeu».
De retorn al castell de Coppet, que per la força de les coses havia esdevingut la seua base en l'Europa napoleònica, va començar a escriure Corinne ou l'Italie l'heroïna de la qual, a la recerca de la seua independència, hi mor en uns temps que no són els més adequats per a les dones.
Després de l'aparició de De l'Allemagne, impresa l'any 1810 però segrestada per Napoleó i que no va aparèixer a França fins a l'any 1814, van començar per a ella els veritables Deu anys d'exili, que esdevingueren al seu torn una nova obra (Dix années d'exil), però que abans de tot era un violent pamflet contra l'emperador, que la percaçava i la feia espiar sense treva. Aquesta vegada va ser prohibida la publicació. Llavors ella va fugir amb els seus dos fills encara vius i M. de Rocca. Però fugir de l'Europa napoleònica no era cosa fàcil. Esperant aplegar a Anglaterra va haver de passar a Rússia i refugiar-se a Sant Petersburg, on va ser acollida per Aleksandr Puixkin. Ací va prendre notes per a una futura De la Russie et des royaumes du Nord, que no va aparèixer fins després de la seua mort. Finalment va aconseguir refugiar-se a Estocolm sota la tutela de Bernadotte, el seu amic de tota la vida esdevingut príncep hereu del tron de Suècia. A Estocolm va inspirar una aliança antinapoleònica; adquirí una vertadera talla política. A la fi, va arribar a Anglaterra l'any 1813. A Londres va conèixer el futur Lluís XVIII en qui hauria volgut veure el sobirà capaç de construir la monarquia constitucional que sempre havia desitjat, però era massa intel·ligent com per a no percebre la influència nefasta dels exiliats sobre ell. Va tornar a França a la primavera de 1814 després d'haver publicat a l'altre costat del canal Sapho, en què el tema de la dona genial i incompresa que acaba per morir de dolor i d'amor reapareix, i les seues Réflexions sur le suicide.

## La posteritat
De nou a París, va rebre reis, ministres i generals. No voler veure en Madame de Staël més que l'escriptora que va ser, suposaria deixar a una banda un altre aspecte oblidat de la seua personalitat. Sovint, per influència de Napoleó, se l'ha considerada una intrigant de saló, però val a dir que va ser un personatge de vertadera envergadura política. Europa no havia conegut fins aleshores més que algunes sobiranes i moltes cortesanes que tingueren ocasionalment més poder que els mateixos reis, com ara la Pompadour. Madame de Staël va tenir una real ambició política, esperant jugar el paper de consellera de Napoleó. Combativa i en l'oposició, va esdevenir una activista i una propagandista temible i l'emperador mai no la va menysprear en aquest paper. Aliada amb circumspecció als Borbons, durant el primer exili de l'emperador va prevenir-lo d'una temptativa d'assassinat, i aquest, amb l'objectiu de guanyar-la per al seu partit, li va fer promesa de reemborsar-li una suma antany prestada per son pare al tresor. Sense dubte, intentava buscar una sortida per a ella i els seus fills en els dos bàndols, però davant de l'home que l'havia percaçada durant més d'una dècada, era mostrar més magnanimitat i finalment més humanitat de la que ell mai no havia mostrat envers ella. En va tenir menys amb Josefina, tot i trobar-se molt malalta, quan la va anar a visitar a Malmaison per preguntar-li sense embuts sobre la seua vida privada amb l'emperador. Sense dubte volia conèixer millor el seu enemic. Certament posseïa també unes qualitats que els seus contemporanis, que devoraven els seus llibres, haurien tingut dificultat a definir: les de periodista, diríem avui dia.
La història literària alambinada que ens ha arribat, ens ha donat d'ella la imatge d'una dona repolida, excessivament sentimental o tirànica pel que feia a l'amistat i l'amor. Sense dubte era exasperant pels seus defectes, però sobretot va ser una pionera en tots els àmbits; en literatura, on va iniciar el romanticisme, mot creat per ella, feminista, terme que no existia llavors, presentant en les seues novel·les la dona víctima dels condicionants socials, obligant-la a afirmar la seua personalitat i a reivindicar una felicitat que exigeix per a tot el gènere en exigir-la per a ella mateixa. Un dret a la felicitat que es confon amb el dret a estimar, una idea que serà represa per George Sand. Una dona estranyament moderna en una Europa que va recórrer en tots els sentits i que va abastar en els seus llibres millor que Napoleó amb els seus exèrcits.